# Between Nothingness and Eternity
Albums de Mahavishnu Orchestra
Birds of Fire
(1973) Apocalypse
(1974)
Between Nothingness and Eternity est un album live du Mahavishnu Orchestra, sorti en novembre 1973.
L'opus a été enregistré lors du Schaefer Music Festival, au Central Park de New York, le 18 août 1973.
À l'origine, le troisième disque du Mahavishnu Orchestra devait être un album studio, enregistré en juin 1973 aux Studios Trident à Londres, mais le projet a été abandonné. Il sera finalement publié en 1999 sous le titre The Lost Trident Sessions. Between Nothingness and Eternity contient trois des six morceaux originaux.
L'album s'est classé 41e au Billboard 200.
En 2011, Between Nothingness and Eternity a été inclus dans un coffret intitulé The Original Mahavishnu Orchestra: The Complete Columbia Albums Collection avec d'autres albums de la première période du groupe, dont The Lost Trident Sessions. Dans cette version, le titre Sister Andrea dure une minute de plus.

## Liste des titres
| 1. | Trilogy: Sunlit Path/La Mere de la Mer/Tomorrow's Story Not the Same | John McLaughlin | 12:16 |
| 2. | Sister Andrea                                                        | Jan Hammer      | 8:45  |

| 1. | Dream | McLaughlin | 21:24 |

## Musiciens
- John McLaughlin : guitare
- Rick Laird : basse
- Billy Cobham : percussions
- Jerry Goodman : violon
- Jan Hammer : claviers